# Bướm phượng Haiti
Bướm phương Haiti (Papilio aristor) là một loài bướm thuộc họ Papilionidae. Nó được tìm thấy ở Cộng hòa Dominica và Haiti.